# Fraser
Fraser je reka v Kanadi. Izvira v kanadskem delu Skalnega gorovja v Britanski Kolumbiji na zahodu Kanade. Od izvira v bližini Robson Peaka se po 1368 kilometrih pri Vancouverju izliva v Tihi ocean. Pomembna je za ribolov (lososi), po dolini pa potekajo pomembne prometne poti. Reko je 1793 odkril Alexander Mackenzie. Po letu 1808 jo je začel raziskovati kanadski raziskovalec Simon Fraser.